# Prozess Wirtschafts-Verwaltungshauptamt der SS

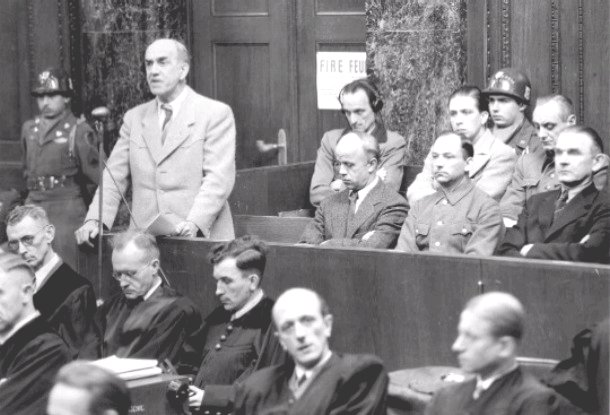
Schlussworte der Angeklagten am 22. September 1947.
Am Mikrofon Oswald Pohl. Weitere Angeklagte, links von Pohl:
August Frank, Heinz Fanslau, Hans Lörner (vordere Reihe);
Franz Eirenschmalz, Karl Sommer, Hermann Pook (hintere Reihe).

Der Prozess gegen das Wirtschafts-Verwaltungshauptamt der SS war der vierte von insgesamt zwölf Nürnberger Nachfolgeprozessen gegen Verantwortliche des Deutschen Reichs zur Zeit des Nationalsozialismus. Er fand vom 13. Januar bis zum 3. November 1947 im Nürnberger Justizpalast vor einem US-amerikanischen Militärgericht statt.
Angeklagt waren 18 Spitzenfunktionäre des SS-Wirtschafts-Verwaltungshauptamtes (SS-WVHA). Die Anklagepunkte betrafen vor allem die gemeinsame „Begehung von Kriegsverbrechen und Verbrechen gegen die Menschlichkeit als Mitglied in einer verbrecherischen Organisation“.
Der Hauptangeklagte Oswald Pohl, Leiter des SS-WVHA, wurde hingerichtet. Bei drei weiteren Angeklagten wurde ebenfalls die Todesstrafe verhängt, aber in eine Haftstrafe umgewandelt. Elf Angeklagte erhielten Haftstrafen, davon drei lebenslänglich, die anderen mit Haftzeiten von 10 oder 20 Jahren. Drei wurden freigesprochen. Acht der Verurteilten profitierten von einer späteren Reduzierung des Strafmaßes. In den Jahren 1951 bis 1954 wurden elf Verurteilte vorzeitig aus der Haft entlassen.

## Das Wirtschafts-Verwaltungshauptamt der SS
Das SS-Wirtschafts-Verwaltungshauptamt (SS-WVHA) verwaltete bis Mai 1945 die SS-eigenen Industrien, Gewerbe und Betriebe, auch in den Konzentrationslagern, und führten diese zu eigenen Konzernen zusammen. Die SS war somit nicht nur Teil des staatlichen Polizeiapparates, sondern mit dem Wirtschafts-Verwaltungshauptamt auch für wirtschaftliche Ausbeutung zuständig. Dabei arbeitete das WVHA eng mit dem allgemeinen SS-Hauptamt und dem Reichssicherheitshauptamt (RSHA) zusammen.
Das SS-WVHA bestand aus folgenden Amtsgruppen:
- Amt A: Truppenverwaltung
- Amt B: Truppenwirtschaft
- Amt C: Bauwesen, Leitung: SS-Obergruppenführer Hans Kammler
- Amt D: Inspektion der Konzentrationslager, Leitung: SS-Gruppenführer Richard Glücks
- Amt W: Wirtschaftsunternehmungen, Leitung: SS-Obergruppenführer Oswald Pohl

Die Amtsgruppen wirkten unter anderem bei der Kontrolle des Lagersystems eng zusammen. Spätestens ab 1942/43 war dem SS-Wirtschafts-Verwaltungshauptamt fast das gesamte Lagersystem unterstellt.

## Der Prozess

### Anklage
Die Anklageschrift vom 13. Januar 1947 behandelte gemäß Kontrollratsgesetz Nr. 10 vier Anklagepunkte:
I   Das gemeinsame Vorhaben oder die Verschwörung zur Begehung von Kriegsverbrechen oder Verbrechen gegen die Menschlichkeit.
II   Kriegsverbrechen. Unter Kriegsverbrechen wurden Delikte verstanden, die bereits in den Haager Abkommen vor dem Ersten Weltkrieg definiert worden waren: Tötung oder Misshandlung von Kriegsgefangenen, Hinrichtung von Geiseln, Verschleppung zur Zwangsarbeit etc.
III   Verbrechen gegen die Menschlichkeit. Darunter fielen vor allem die Verfolgung und Vernichtung der Juden in ganz Europa und die „Vernichtung lebensunwerten Lebens“, also Tötungsdelikte, die in allen zivilisierten Staaten verfolgt werden.
IV   Mitgliedschaft in der SS. Die SS war laut Urteil im Hauptkriegsverbrecher-Prozess eine verbrecherische Organisation.
Am 10. März 1947 wurde Anklage erhoben.
Vertreter der Anklage waren Telford Taylor (Chief of Counsel for War Crimes), James M. McHaney (Chef der SS Abteilung der Ankläger) und Jack W. Robbins (Chefankläger für dieses Verfahren).

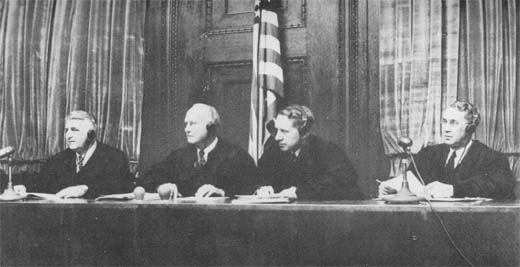
Die Richterbank: Donald Phillips, Robert M. Toms (Vorsitz), Michael A. Musmanno, John J. Speight.

### Richter
Im Unterschied zum Nürnberger Prozess gegen die Hauptkriegsverbrecher saßen bei sämtlichen Folgeprozessen ausschließlich amerikanische Richter auf der Richterbank.
- Präsident: Robert M. Toms, Richter des Berufungsgerichts in Detroit, Michigan
- Fitzroi D. Phillips, Richter im Staat North Carolina
- Michael A. Musmanno, Richter in Pittsburgh, Pennsylvania
- John J. Speight, Richter in Alabama

### Ablauf der Hauptverhandlung
Die Hauptverhandlung wurde am 8. April 1947 eröffnet. Sie begann mit den Vorträgen der Ankläger, die mehr als einen Monat in Anspruch nahmen (bis 14. Mai). Anschließend gaben die Verteidiger erste Stellungnahmen ab. Die Verteidigung der einzelnen Angeklagten dauerte mehr als zwei Monate (5. Juni bis 18. August).
Nach zusätzlichen Vorträgen beider Seiten am 16. September folgte am 17. September das Schlussplädoyer der Ankläger. Am selben Tag begannen die Schlussplädoyers der Verteidiger. Am 22. September hatten die Angeklagten Gelegenheit zu einem Schlusswort. Das Urteil wurde am 3. November 1947 verkündet.
Verfahrensschritte nach der Hauptverhandlung betrafen die Revision der Urteile durch die Militärgouverneure, Verfahrenshinweise an die Verteidigung und die Ausfertigung der Urteile am 11. August 1948.

### Angeklagte, Verteidiger, Urteile
Die 18 Angeklagten, ihre Verteidiger und die Urteile vom 3. November 1947. Bei den Urteilen werden auch spätere Reduzierungen des Straßmaßes und vorzeitige Entlassungen angegeben.
| Bild | Angeklagter Rang bei der SS                           | Funktion                                                                         | Verteidiger                                                                  | Assistent des Verteidigers                                           | Schuldig nach Anklagepunkt | Urteil |
| ---- | ----------------------------------------------------- | -------------------------------------------------------------------------------- | ---------------------------------------------------------------------------- | -------------------------------------------------------------------- | -------------------------- | --- |
|      | Johannes Baier SS-Oberführer * 1893; † 1969           | Stabschef der Amtsgruppe W (Wirtschaftsunternehmen)                              | Stefan Fritsch (bis 2. Juli 1948), Georg Menzel (ab 2. Juli 1948)            | Georg Menzel (bis 2. Juli 1948), Oskar von Jagwitz (ab 2. Juli 1948) | II, III, IV                | 10 Jahre Haft 1951 vorzeitig aus der Haft entlassen                                                                |
|      | Hanns Bobermin SS-Obersturmbannführer * 1903; † 1960  | Leiter des Amtes W II (Steine und Erden – Ost)                                   | Hans Gawlik                                                                  | Gerhard Klinnert                                                     | II, III, IV                | 20 Jahre Haft Reduziert auf 15 Jahre Haft                                                                          |
|      | Franz Eirenschmalz SS-Standartenführer * 1901; † 1995 | Leiter des Amtes C VI (Bauunterhaltung)                                          | Bolko von Stein (bis 16. Juli 1948) Robert Servatius (ab 16. Juli 1948)      | Oskar von Jagwitz                                                    | II, III, IV                | Todesstrafe Umgewandelt in 9 Jahre Haft                                                                            |
|      | Heinz Fanslau SS-Brigadeführer * 1909; † 1987         | Leiter der Amtsgruppe A (1944–1945)                                              | Curt von Stackelberg                                                         | -                                                                    | II, III, IV                | 20 Jahre Haft Reduziert auf 15 Jahre Haft 1954 vorzeitig aus der Haft entlassen                                    |
|      | August Frank SS-Obergruppenführer * 1898; † 1984      | Leiter der Amtsgruppe A (bis 1944), Stellvertretender Leiter des WVHA (bis 1943) | Gerhard Rauschenbach                                                         | Johann Schätzler                                                     | II, III, IV                | Lebenslängliche Haftstrafe Reduziert auf 15 Jahre Haft 1954 vorzeitig aus der Haft entlassen                       |
|      | Hans Hohberg Kein SS-Mitglied * 1906; † 1968          | Stabschef der Amtsgruppe W (Wirtschaftsunternehmen)                              | Willi Heim (bis 29. Juni 1948), Ernst Schulte (ab 29. Juni 1948)             | Wilhelm Maas                                                         | II und III                 | 10 Jahre Haftstrafe 1951 vorzeitig aus der Haft entlassen                                                          |
|      | Max Kiefer SS-Obersturmbannführer * 1889; † 1974      | Leiter des Amtes C II (Sonderaufgaben Bauwesen)                                  | Erich Mayer                                                                  | Ferdinand Leis                                                       | II, III, IV                | Lebenslängliche Haftstrafe Reduziert auf 20 Jahre Haft 1951 vorzeitig aus der Haft entlassen                       |
|      | Horst Klein SS-Obersturmbannführer * 1910; † 1977     | Leiter des Amtes W VII (Sonderaufgaben)                                          | Friedrich Bergold                                                            | Oskar Ficht                                                          |                            | Freispruch |
|      | Georg Lörner SS-Gruppenführer * 1899; † 1959          | Leiter der Amtsgruppe B, Stellvertretender Leiter des WVHA (bis 1944–1945)       | Carl Haensel                                                                 | Heinz Müller-Torgow                                                  | II, III, IV                | Todesstrafe Umgewandelt in lebenslängliche Haft, reduziert auf 15 Jahre Haft 1954 vorzeitig aus der Haft entlassen |
|      | Hans Lörner SS-Oberführer * 1893; † 1983              | Leiter des Amtes A I (Haushaltswirtschaft)                                       | Gerhard Rauschenbach (bis 15. Juni 1948), Wilhelm Schmidt (ab 15. Juni 1948) | Johann Schätzler                                                     | II, III, IV                | 10 Jahre Haft 1951 vorzeitig aus der Haft entlassen                                                                |
|      | Karl Mummenthey SS-Obersturmbannführer * 1906; † 1968 | Leiter des Amts W I (Steine und Erden im Reich)                                  | Georg Fröschmann                                                             | Karl Pracht                                                          | II, III, IV                | Lebenslängliche Haftstrafe Reduziert auf 20 Jahre Haft 1953 vorzeitig aus der Haft entlassen                       |
|      | Oswald Pohl SS-Obergruppenführer * 1892; † 1951       | Leiter des WVHA                                                                  | Alfred Seidl                                                                 | Georg Gierl                                                          | I, II, III, IV             | Todesstrafe Am 7. Juni 1951 hingerichtet                                                                           |
|      | Hermann Pook SS-Obersturmbannführer * 1901; † 1983    | Stellvertretender Leiter des Amts D III (Sanitätswesen)                          | Paul Ratz                                                                    | -                                                                    | II, III, IV                | 10 Jahre Haft 1951 vorzeitig aus der Haft entlassen                                                                |
|      | Rudolf Scheide SS-Standartenführer * 1908; † 1987     | Leiter des Amtes B IV (Verkehrswesen)                                            | Karl Hoffmann                                                                | -                                                                    |                            | Freispruch |
|      | Karl Sommer SS-Sturmbannführer * 1915; † unbekannt    | Stellvertretender Leiter des Amts D II (Arbeitseinsatz der Häftlinge)            | Eduard Belzer (bis 17. August 1948), Karl Hoffmann (ab 17. August 1948)      | Joseph Mayer                                                         | II, III, IV                | Todesstrafe Umgewandelt in lebenslängliche Haft, reduziert auf 20 Jahre Haft 1953 vorzeitig aus der Haft entlassen |
|      | Erwin Tschentscher SS-Standartenführer * 1903; † 1972 | Stellvertretender Leiter der Amtsgruppe B                                        | Hans Pribilla                                                                | Helmut Eisenblätter                                                  | II, III, IV                | 10 Jahre Haft 1951 vorzeitig aus der Haft entlassen                                                                |
|      | Josef Vogt SS-Standartenführer * 1884; † 1967         | Leiter des Amtes A IV (Prüfungsamt)                                              | Wilhelm Schmidt                                                              | -                                                                    |                            | Freispruch |
|      | Leo Volk SS-Hauptsturmführer * 1909; † 1973           | Adjutant von Oswald Pohl                                                         | Hans Gawlik (bis 30. Juni 1948), Gerhard Klinnert (ab 30. Juni 1948)         | Gerhard Klinnert (bis 30. Juni 1948)                                 | II und III                 | 10 Jahre Haft Reduziert auf 8 Jahre Haft 1951 vorzeitig aus der Haft entlassen                                     |

## Historische Bedeutung
Der Prozess sollte der Öffentlichkeit zeigen, dass auch die Schreibtischtäter zur Verantwortung gezogen werden.
Sie hatten mindestens die gleiche Schuld auf sich geladen wie die Mörder vor Ort. Damit wurde die Mitwirkung von Verwaltungsspitzen, ohne deren Dienste ein Terrorregime nicht handlungsfähig wäre, international erstmals strafrechtlich geahndet.
Der Prozess gegen Pohl und das WVHA verfehlte innerhalb Deutschland seine beabsichtigte Wirkung teilweise. Das Urteil wurde damals vielfach als Siegerjustiz bewertet und öffentlich zum Teil sogar als Schandurteil bezeichnet. Am 9. Januar 1951 überreichte eine Abordnung des Deutschen Bundestages dem amerikanischen Hochkommissar John Jay McCloy eine erfolglose Bitte um Pohls Amnestie.